# 極道シリーズ
極道シリーズ（ごくどうシリーズ）は1968年から1974年に東映で若山富三郎主演で製作されたヤクザ映画である。シリーズは合計で11本製作された。昔気質のヤクザが悪人相手に戦う勧善懲悪モノである。

## 概要
若山富三郎は最初に所属した新東宝では『人形佐七捕物帖』シリーズなどを持つ主演スターの一人だった。しかしその後移籍を繰り返すうち、だんだん脇役に回るようになり、鳴かず飛ばずの時期が長く、弟・勝新太郎の後塵を拝していた。1966年山城新伍の仲介により、二度目の東映移籍。ここでも当初は脇役・悪役が専らであった。若山は永田雅一と田岡一雄に金を出してもらって圧力鍋の会社をやり、失敗して7000万円の負債を抱えたことがあり、田岡の押しもあり、岡田茂東映常務兼企画製作本部長（のち、同社社長）と俊藤浩滋は、何とか若山の柄の悪さや、威張った感じや、気っ風の良さを活かして売りだせないものかと長らく思案していた。若山は1968年、『博奕打ち 総長賭博』に助演し、鶴田浩二のストイックなヤクザとは好一対をなす、従来の善玉対悪玉の図式では割り切れない独得のワルとして存在感を示して認められた。この芝居を観た俊藤が「もう若山は一人立ちやな」と、実在する大阪釜ヶ崎の愚連隊の男を思い浮かべて岡田に話すと「俊ちゃん、それオモロイな」とノリ、同年企画されたのが本シリーズとなる。鶴田浩二、高倉健ら二枚目の正義派とは逆に、ドス黒い悪の匂いをプンプンさせるという"不良性感度"の濃厚さで勝負を賭けることになった。
但しこの俊藤のイメージだけでは人物像が設定できず、脚本の松本功が東映本社の課長から石川力夫の話を聞き、松本がそれを換骨奪胎して親分像を造形したという。つまり本作の親分のモデルは釜ヶ崎の愚連隊の男ではなく『仁義の墓場』で渡哲也が演じた主人公と同一である。弟・勝新太郎『悪名』（大映）に負けてなるものかと、山高帽にダボシャツ、腹巻き、ステテコ姿に雪駄履きというキテレツな喜劇スタイルで熱演したが、若山自身は、自分のまわりの色んな人物をモデルにし、マキノ雅弘からもアドバイスをもらったと話している。長らく鳴かず飛ばずだった若山は本シリーズで久々の主役に返り咲き、鶴田、高倉につぐ東映任侠映画の主演スターとなった。業界関係者から「よくもまあ次から次と任侠路線が続くものだ」と揶揄され、岡田企画本部長は「兎に角、もうダメだ、もうダメだといわれながらも作れば客が来るんだから止めるわけにもいかんよ」と開き直ったが、この飽きられた任侠路線に活を入れたのが若山だった。若山は演技とは思えぬアクションに迫力があり、これまでのイジメられて迫害されてからやっと立ち上がる"ガマン劇"とは違い、気に入らぬと、いきなり殴りつける痛快さ。打つ、蹴る、殴るの擬闘(たて)が普通のヤクザ映画より迫真の出来映えなのは、マジ殴り、フルコンタクトをやっていたからといわれ、若山と絡む役者は怪我を覚悟でスタジオ入りしたといわれる。またユーモアたっぷりでオーバーな演技も評判を呼んだ。低迷していた若山や菅原文太の売り出しには岡田も苦労したが、ここから岡田は一気に若山主演作を増やし、1969年には若山は、岡田から「鶴田・高倉・若山のビッグ・スリー」 「鶴田・高倉・若山・藤の四エース」などといわしめるまでになった。

## 逸話

### 若山一家
本シリーズで子分役をやった山城新伍などの俳優が撮影中以外も親分子分の関係になって「若山一家」を名乗り、オリジナルの代紋を作って事務所まで構えた。若山の親分気質が生来強かったのも加わって、若山は物語と現実との区別がつかなくなっていく。山城を番頭とする「若山一家」はここに端を発す。

## 解説
シリーズに連続性がある事は非常に曖昧である。なぜなら、一度死んだはずの登場人物が次の作品には何事もなく生きていたりする。それは主人公の島村清吉が敵対する組織の組長も同様である。時間軸も上映された作品通りの順番ではなかったりする。物語の基本的なパターンは毎回、島村が悪徳ヤクザ相手と戦うというもの。第1作～第3作は従来のシリアス路線のヤクザ映画を目指したものだが回を追うごとに島村の性格はコミカルなものになり、シリアス路線からコメディ路線の方へと向かう事になった。それでも、島村の正義感や勧善懲悪モノの基本原則が破られる事はなかった。

## 登場人物（キャスト）
- 島村清吉（しまむら せいきち） ・・・若山富三郎

大阪釜ヶ崎に縄張りを持つ島村組の組長で、通称「釜ヶ崎のカポネ」。短気で
頭は悪いが、ここぞという時には知恵が回り、縄張り拡大のためならあらゆる手段を用いる。女好きで浮気癖があるために妻のみね子を悩ませる事もしばしば。しかし、義理人情に厚く、子分思いで堅気の人間と処女には手を出さない事を信条としている。腕っ節も強く、体に何発もの銃弾を受けても死なない強靭な肉体の持ち主でもある。また、堅気の人間がヤクザになる事を極端に嫌う。当初は縄張りを拡大して関西一帯を治めようと目論んでいたが、第10作「極道VSまむし」第11作「極道VS不良番長」では組を解散して子分たちとともに堅気の道を歩もうとする。子分たちからは親父さんと呼ばれている。
- 菅原文太

- 大木実

作品ごとに名前と設定は異なるが、頭の悪い島村を持ち上げるために組の参謀格もしくはナンバー2だったり、島村と肩を並べるヤクザの組長として出演する事が多い。決まって、島村からは兄弟、島村の子分たちからはおじ貴と呼ばれている。
- 島村みね子・・・清川虹子

島村の妻。元々、闇市で娼婦を引き連れて商売をしていたが島村と知り合い、夫婦になる（第6作「極道釜ヶ崎に帰る」）。浮気した島村を毎回、怒るのがパターン。香港で事業を起こしたり、釜ヶ崎でホルモン焼き屋を経営して、組を維持している。男勝りな性格だが夫の身を心配して涙を流すという女性らしい部分もある。
- ジョージ・・・ 山城新伍

島村の子分の一人。組のナンバー3もしくはナンバー2で島村のボディガードも務めている。トレードマークはサングラス。毎回、島村が何か話す時、言い間違えたりすると横からそれを教えたり、英単語の解らない島村にその意味を教えるのがお決まりのパターン。第2作「帰ってきた極道」では装甲車を持って来たり、儲け話をどこからか拾ってきたりと、島村のためによく走り回っている。
- 岩田照男・・・潮健児

島村の子分の一人。島村に対する悪口に誰よりも怒り、島村が事件を起こす度にその身代わりを進んで引き受けて、警察に出頭する。役柄のせいか、滅多にクライマックスの戦いには参加しない。
- 栗原修・・・待田京介

島村の子分の一人。第1作「極道」で敵の組長を刺し、逮捕される。第2作「帰ってきた極道」では堅気になり、広告会社で働いていて、妻と一緒に出所した島村を出迎えた。その際、組に戻りたいと告げたが、島村に「わしはお前が堅気になったというのを聞いて、喜んどったんやぞ！」と言われ、叱られた。島村が歌手を集めて、歌謡ショーを開催した時、劇場を確保したりと堅気になった後も島村のために尽くしたが、最後は島村の敵である天誠会の放った殺し屋から島村を守るために死んだ。以後、島村組の登場人物の中では唯一、生きかえる事も別の役で出演する事もなかった貴重な存在。
- パク・・・関山耕司

第2作「帰ってきた極道」でみね子が香港で雇った中国人のボディガード。島村の子分だが香港ではヤクザの組長でもある。日本語堪能で「親分の○●は奥さんの○○、奥さんの○●は僕の●○アルね。」が口癖。第5作「旅に出た極道」では抗争で死ぬが、第8作「釜ヶ崎極道」では何事もなかったのように生きかえっていた。
- 神坂謙次・・・渡瀬恒彦

第11作「極道VS不良番長」のみの登場。本来は当時、極道シリーズ同様に東映ヤクザ映画で人気を得ていた「不良番長シリーズ」の登場人物。暴走族・カポネ団の番長で、総番である兄・弘（梅宮辰夫）が岐阜で怪我をしたため、入院費用を稼ぐために岐阜で暴れ回っていた時、島村と知り合った。島村とは衝突を繰り返しながら、最後は和解するようになった。

## シリーズ
1. 極道（1968年）企画:俊藤浩滋、松平乗道　監督:山下耕作
2. 帰って来た極道（1968年）企画:俊藤浩滋、松平乗道　監督:山下耕作
3. 兵隊極道（1968年）企画:俊藤浩滋、松平乗道　監督:佐伯清
4. 待っていた極道（1969年）企画:俊藤浩滋、松平乗道　監督:山下耕作
5. 旅に出た極道（1969年）企画:俊藤浩滋、松平乗道　監督:佐藤純弥
6. 極道釜ヶ崎に帰る（1970年）企画:俊藤浩滋、松平乗道　監督:山下耕作
7. 極道兇状旅（1970年）企画:俊藤浩滋、松平乗道　監督:山下耕作
8. 極道罷り通る（1972年）企画:俊藤浩滋、松平乗道　監督:小沢茂弘
9. 釜ケ崎極道（1973年）企画:松平乗道　監督:山下耕作
10. 極道VSまむし（1974年）企画:橋本慶一、松平乗道　監督:中島貞夫 ※まむしの兄弟シリーズとのクロスオーバー作品
11. 極道VS不良番長（1974年）企画:松平乗道　監督:山下耕作 ※不良番長シリーズとのクロスオーバー作品

続編
- 極道の血 いわしたれ!（1997年）監督:平田博志 ※島村清吉の息子・島村剛吉が主人公（演：金山一彦）のVシネ作品。